# مروحین
مروحین (به عربی: مروحين) یک منطقهٔ مسکونی در لبنان است که در شهرستان صور واقع شده‌است.
 مروحین  ۱۲٬۰۰۰ نفر جمعیت دارد.